# DFB Pokal 2015-2016
DFB-Pokal 2015-16 a fost cea de-a 73-a ediție a Cupei Germaniei. Aceasta a început pe 7 august 2015, și s-a terminat pe 21 mai 2016 cu finala ce va avea loc pe Olympiastadion,în Berlin!

Câștigătoarea turneului DFB-Pokal, este calificată automat în grupele UEFA Europa League 2016-17.
VFL Wolfsburg,a pierdut finala cupei, anul trecut în fața Borussiei Dortmund, scor 3-1. 

## Cluburile participante
| Bundesliga 18 echipe din sezonul 2014-15 | 2.Bundesliga 18 echipe din sezonul 2014-15 | 3.Liga Cele mai bune patru echipe din sezonul 2014-15 |
| - FC Augsburg - Bayer Leverkusen - Bayern München - Borussia Dortmund - Borussia Mönchengladbach - Eintracht Frankfurt - SC Freiburg - Hamburger SV - Hannover 96 - Hertha BSC - 1899 Hoffenheim - 1. FC Köln - Mainz 05 - SC Paderborn - Schalke 04 - VfB Stuttgart - Werder Bremen - VfL Wolfsburg                                                                                          | - VfR Aalen - VfL Bochum - Eintracht Braunschweig - Darmstadt 98 - Fortuna Düsseldorf - Erzgebirge Aue - FSV Frankfurt - Greuther Fürth - 1.FC Heidenheim - FC Ingolstadt - 1. FC Kaiserslautern - Karlsruher SC - RB Leipzig - 1860 München - 1. FC Nürnberg - SV Sandhausen - FC St. Pauli - Union Berlin                                                                           | - Arminia Bielefeld - MSV Duisburg - Holstein Kiel - Stuttgarter Kickers |
| Asociațiile regionale 24 de reprezentative din 21 de regiuni | | |
| - North Baden Cup winners: FC Nöttingen (V) - Bavarian Cup winners: SpVgg Unterhaching (IV) - Best amateur team of 2014–15 Regionalliga Bayern: Würzburger Kickers (III) - Berlin Cup winners: BFC Dynamo (IV) - Brandenburg Cup winners: Energie Cottbus (III) - Bremen Cup winners: Bremer SV (V) - Hamburg Cup winners: HSV Barmbek-Uhlenhorst (V) - Hesse Cup winners: Hessen Kassel (IV) | - Mecklenburg-Vorpommern Cup winners: Hansa Rostock (III) - Middle Rhine Cup winners: Viktoria Köln (IV) - Lower Rhine Cup winners: Rot-Weiss Essen (IV) - Lower Saxony Cup winners: VfL Osnabrück (III) - Lower Saxony Cup runners-up: SV Meppen (IV) - Rhineland Cup winners: FSV Salmrohr (V) - Saarland Cup winners: SV Elversberg (IV) - Saxony Cup winners: Chemnitzer FC (III) | - Saxony-Anhalt Cup winners: Hallescher FC (III) - Schleswig-Holstein Cup finalists: VfB Lübeck (IV) - South Baden Cup winners: Bahlinger SC (IV) - South West Cup winners: FK Pirmasens (IV) - Thuringia Cup winners: Carl Zeiss Jena (IV) - Westphalia Cup winners: Sportfreunde Lotte (IV) - Best amateur team of 2014–15 Oberliga Westfalen: TuS Erndtebrück (V) - Württemberg Cup winners: SSV Reutlingen (V) |

### Mapa
| Echipele din Berlin                | Echipele din Bremen     | Echipele din Cologne     | Echipele din Frankfurt            | Echipele din Hamburg                             | Echipele din Munhen         | Echipele din Stuttgart            |
| ---------------------------------- | ----------------------- | ------------------------ | --------------------------------- | ------------------------------------------------ | --------------------------- | --------------------------------- |
| BFC Dynamo Hertha BSC Union Berlin | Bremer SV Werder Bremen | 1. FC Köln Viktoria Köln | Eintracht Frankfurt FSV Frankfurt | HSV Barmbek-Uhlenhorst Hamburger SV FC St. Pauli | Bayern München 1860 München | VfB Stuttgart Stuttgarter Kickers |

## Calendar

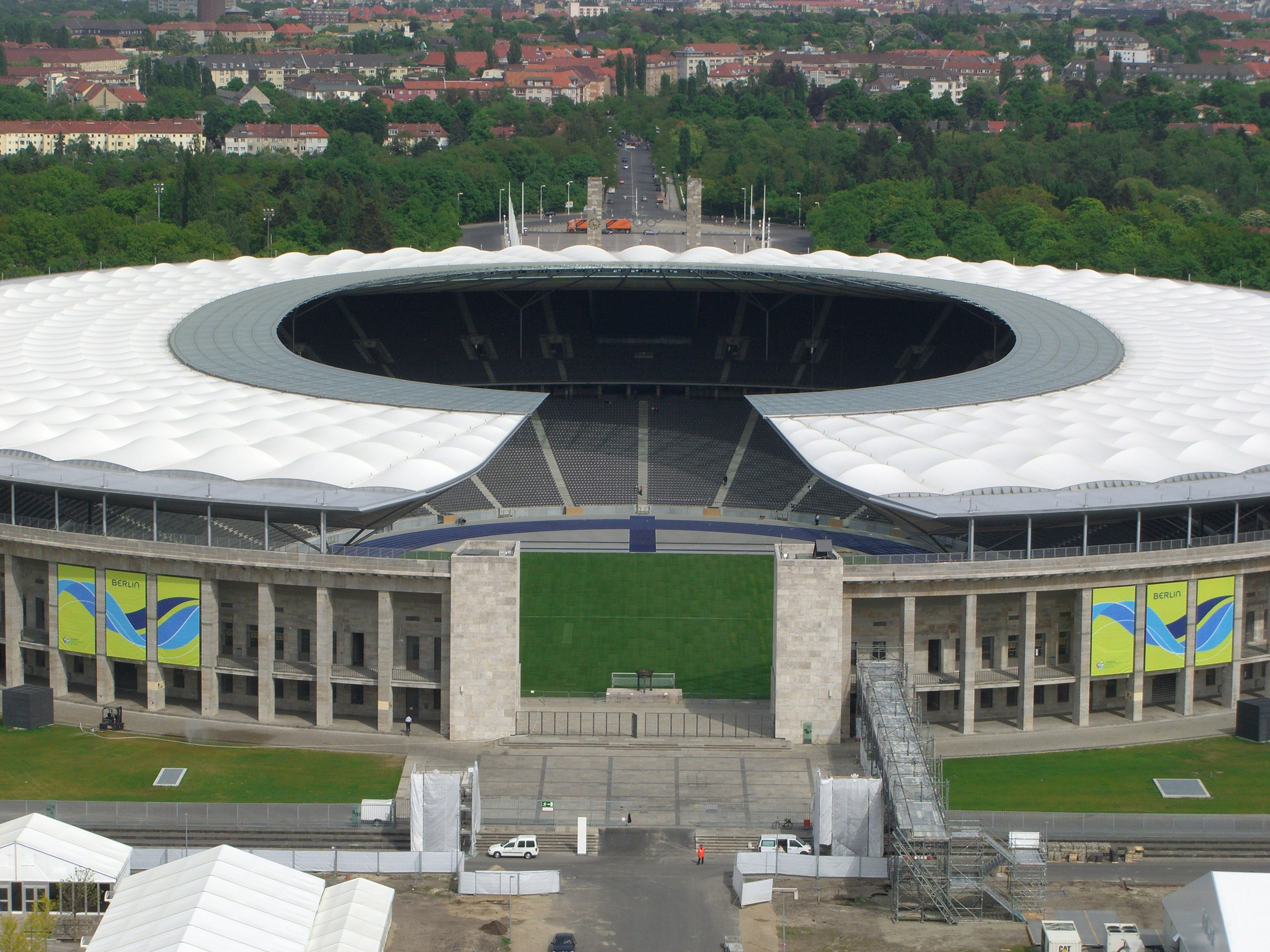
The Olympiastadion in Berlin will host the final.

Rundele aceastei competiți:
| Runda            | Tragerile la sorți                    | Meciuri              |
| ---------------- | ------------------------------------- | -------------------- |
| Prima rundă      | 10 iunie 2015, 22:45 CEST             | 7–10 august 2015     |
| Runda 2          | 14 august 2015, 22:45 CEST            | 27–28 octombrie 2015 |
| Șaisprezecimi    | 1 noiembrie 2015, 20:00 CET           | 15–16 decembrie 2015 |
| Optimi de finala | 16 decembrie 2015, 23:15 CET          | 9–10 februarie 2016  |
| Semi-finala      | 19–20 aprilie 2016                    |                      |
| Finala           | 21 mai 2016 at Olympiastadion, Berlin |                      |

## Optimi de finala
Tragerea la sorti pentru sferturile de finală a avut loc la 16 decembrie 2015, în RevuePalast Ruhr în Herten. 
Cele patru meciuri vor avea loc între 9-10 februarie 2016.Echipele clasate cel mai mic rămase în concurs sunt VfL Bochum și 1. FC Heidenheim din 2.Bundesliga!
| Ora               | Echipa 1         | Scor             | Echipa 2          | Transmis de      |
| 9 februarie 2016  | 9 februarie 2016 | 9 februarie 2016 | 9 februarie 2016  | 9 februarie 2016 |
| ----------------- | ---------------- | ---------------- | ----------------- | ---------------- |
| 20:00             | Bayer Leverkusen | 1-3              | Werder Bremen     | Dolce Sport 2    |
| 21:30             | Vfb Stuttgart    | 1-3              | Borussia Dortmund | Dolce Sport 1    |
| 10 februarie 2016 |                  |                  |                   |                  |
| 20:00             | 1.FC Heidenheim  | 2-3              | Hertha Berlin     | Dolce Sport 1    |
| 21:00             | Vfl Bochum       | 0-3              | Bayern München    | Dolce Sport 2    |

## Semifinale
| Data            | Ora   | Echipa 1       | Scor | Echipa 2          | Transmis de   |
| --------------- | ----- | -------------- | ---- | ----------------- | ------------- |
| 19 aprilie 2016 | 21:30 | Bayern München | 2-0  | Werder Bremen     | Dolce Sport 4 |
| 20 aprilie 2016 | 21:30 | Herta Berlin   | 0-3  | Borussia Dortmund | Dolce Sport 4 |

## Finala
| Data        | Ora   | Echipa 1       | Scor     | Echipa 2          | Transmis de   |
| ----------- | ----- | -------------- | -------- | ----------------- | ------------- |
| 21 mai 2016 | 21:00 | Bayern München | 0-0(4-3) | Borussia Dortmund | Dolce Sport 2 |

## Transmisiunile internaționale:

### În România ,meciurile vor fi transmise deDOLCE SPORT!
| Țara                         | Televiziunea                    |
| ---------------------------- | ------------------------------- |
| Africa                       | SuperSport                      |
| Albania Kosovo               | SuperSport Albania              |
| Angola Capul Verde Mozambic  | Sport.TV África SuperSport      |
| Austria                      | Sky Sport                       |
| Belgia                       | Play Sports                     |
| Brazilia                     | ESPN Brasil                     |
| Ciad Djibouti Sudanul de Sud | beIN Sports Arabia SuperSport   |
| China Hong Kong, China       | LeTV Sports                     |
| Cipru                        | CytaVision Sports               |
| Cehia Ungaria Slovacia       | Sport1                          |
| Danemarca                    | TV3 Sport                       |
| Europa de EST                | Sport Klub                      |
| Finlanda Suedia              | Viasat Sport                    |
| Franța                       | beIN Sports                     |
| Grecia                       | OTE Sport                       |
| Iran                         | beIN Sports Arabia IRIB Varzesh |
| Irlanda Regatul Unit         | BT Sport                        |
| Israel                       | Sport 1                         |
| Coreea de Sud                | SPOTV                           |
| America Latina               | DirecTV Sports                  |
| Malaysia                     | Astro SuperSport                |
| Malta                        | Melita Sports                   |
| Mexic                        | Televisa Deportes Network       |
| Africa de Nord & Est         | beIN Sports Arabia              |
| Myanmar                      | Bugaboo TV                      |
| Țările de Jos                | Fox Sports International        |
| Norvegia                     | Viasat Fotball                  |
| Polonia                      | TVP Sport                       |
| Portugalia                   | Sport TV                        |
| România                      | Dolce Sport                     |
| Rusia                        | NTV Plus Football               |
| Africa de Sud                | TEN Action                      |
| Spania                       | beIN Sports                     |
| Elveția                      | Teleclub Sport                  |
| Thailanda                    | Channel 7 Bugaboo TV            |
| Turcia                       | NTV Spor                        |
| Statele Unite ale Americii   | ESPN3 ESPN Deportes             |